# خوان لومباردي
خوان لومباردي (بالإسبانية: Juan Lombardi)‏ هو لاعب كرة قدم أوروغواياني، ولد في 21 أغسطس 1965. لعب مع نادي دانوبيو.
1. ↑   https://www.soychile.cl/Osorno/Deportes/2021/08/29/720839/xxx.aspx. {{استشهاد ويب}}: |url= بحاجة لعنوان (مساعدة) والوسيط |title= غير موجود أو فارغ (من ويكي بيانات) (مساعدة)